# Enrique Gaspar

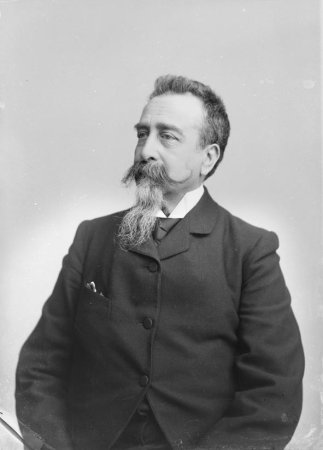
Enrique Gaspar

Enrique Lucio Eugenio Gaspar y Rimbau (2. März 1842, Madrid – 7. September 1902, Oloron) war ein spanischer Diplomat und Schriftsteller.

## Leben und Werk
Enrique Gaspar y Rimbau wurde als Kind eines Schauspielerehepaars geboren. Nach dem frühen Tod seines Vaters zog die verbleibende Familie nach Valencia, wo er ein Studium begann, aber abbrach, um eine Anstellung in einer Bank anzunehmen. Er begann schon früh, Stücke zu schreiben; mit 21 zog er nach Madrid, um sich seinen Lebensunterhalt als Schriftsteller zu verdienen. Dort heiratete er die Tochter einer Aristokratenfamilie und trat mit 27 in den diplomatischen Dienst ein; später arbeitete er im Dienst Spaniens in Griechenland, China und Frankreich, wo er 1902 starb.
In seinem 1887 erschienenen Abenteuerroman El Anacronópete beschrieb er Reisen in die Vergangenheit mit einer Zeitmaschine, ein Jahr bevor H. G. Wells dies in der Kurzgeschichte The Chronic Argonauts tat.

## Ausgewählte Werke
- La Nodriza  Madrid 1876
- Atila  Madrid, 1876
- El Anacronópete Madrid, 1887